# Йёргенсен, Йёрген
Йёрген Йёргенсен (дат. Jørgen Jørgensen, урождённый Jürgense, фамилия изменена на Йёргенсен в 1817 году; 29 марта 1780, Копенгаген — 20 января 1841, Хобарт) — датский авантюрист. В 1809 году он отправился в Исландию, объявил страну независимой от Дании, а себя — её правителем. Плодовитый автор писем, статей, брошюр и газетных заметок, охватывающих широкий круг вопросов; сподвижник ботаников Джозефа Банкса и Уильяма Джексона Хукера.

## Биография
В возрасте 15 лет Йёргенсен стал помощником капитана Генри Марвуда на британском корабле-угольщике Janeon. В 1799 году отправился в Кейптаун, а оттуда в 1800 году — до Порт-Джексона, новой британской колонии в Австралии. В 1801—1803 годах — в команде корабля Lady Nelson, которое в 1802 году придано в качестве вспомогательного судна (тендера) экспедиции Мэтью Флиндерса. Будучи членом экипажа, Йёргенсен присутствовал при создании первых поселений Райсдон-Коув и Цивиллианс-Коув в Тасмании (тогда Земля Ван-Димена).
Работал китобоем и охотником на тюленей в водах Тасмании и Новой Зеландии с 1804 года.
В 1805 году вернулся в Англию.
В 1807 году после начала англо-датской войны стал свидетелем бомбардировки Копенгагена и вскоре получил под командование датский бриг — Admiral Juul. 2 марта 1808 года участвовал в морском сражении с британским шлюпом HMS Sappho; англичане захватили Admiral Juul и арестовали Йёргенсена как капера.
В 1809 году содержался в заключении в плавучей тюрьме «Багама» в Чатеме, где иллюстрировал книгу The Adventures of Thomas Walter, as related by a friend, в предисловии посвящённую сэру Уильяму Гукеру.
В 1809 году после освобождения предложил одному купцу организовать путешествие в Исландию, которое, по его словам, могло быть прибыльным, так как остров страдал от нехватки продовольствия в то время — в связи с датской монополией на торговлю с Исландией. Йёргенсен сопровождал рейс корабля Clarence в качестве переводчика. Это торговая операция потерпела неудачу, потому как корабль был британским, а война между Данией и Великобританией всё ещё продолжалась. Вскоре после этого Йёргенсен отправился во второй рейс. По прибытии в Исландию он и его спутники нашли датского губернатора, графа Трампе, который по-прежнему не допускал торговли ни с какими иными странами. С помощью членов команды Йёргенсену удалось арестовать губернатора и провозгласить себя «Защитником», обещая, что он восстановит альтинг, как только исландцы будут в состоянии управлять сами собой. Его цель заключалась в создании либерального общества в духе тех, которые появились в Америке и Европе в то время. С приходом датского корабля HMS Talbot через два месяца датское правление на острове было восстановлено, а Йёргенсен доставлен обратно в Англию и арестован транспортной службой флота, которая признала его виновным в нарушении условий освобождения из плена.
Был освобождён в 1811 году и несколько следующих лет провёл в Лондоне, где начал сильно пить и играть на деньги, накопив существенные долги, которые в конечном итоге вновь привели к его осуждению и тюремному заключению. После освобождения из тюрьмы в 1812 году побывал в Испании, Португалии и Гибралтаре, а по возвращении в Англию снова оказался в тюрьме из-за невыплаченных долгов. После переписки с британским министерством иностранных дел Йёргенсен был принят на работу в разведку. С 1815 по 1817 году находился на службе британского правительства: переводил документы и путешествовал по Франции и Германии в качестве шпиона. По возвращении в Англию Йёргенсен продолжил вести разгульный образ жизни, и в конечном итоге был приговорен к ещё одному тюремному сроку за мошенничество. В 1820 году был заключён в тюрьму Ньюгейт, последующий вердикт предусматривал пожизненную депортацию. В ноябре 1821 года был освобожден при условии, что покинет Великобританию в течение месяца, но пренебрёг им, и в 1822 году был водворён обратно. Провёл ещё три года в Ньюгейте, прежде чем был выслан в Австралию в 1825 году.
В 1826 году, после пяти месяцев в море, Йёргенсен вернулся в Тасманию, где через год добился досрочного освобождения. Провёл множество исследований территории Тасмании; он стал первым, кто описал коренное население острова. В то время его книги были популярны в Австралии и Англии, а его неопубликованные рукописи включены в экспозицию Британского музея. Работал в Совете Земли Ван-Димена как констебль, принимая участие в событии, известном как «Чёрная линия», связанном с переселением аборигенов после Чёрной войны. 
В январе 1831 года женился на ирландской ссыльной преступнице Норе Корбетт (умерла 17 июля 1840 года). 
Умер от воспаления лёгких в больнице Хобарта 20 января 1841 года в возрасте 60 лет.